# Delias narses
Delias narses är en fjärilsart som beskrevs av Heller 1896. Delias narses ingår i släktet Delias och familjen vitfjärilar. Inga underarter finns listade i Catalogue of Life.